# Edafe Egbedi
Edafe Egbedi (5 agosto 1993) è un calciatore nigeriano, centrocampista del Borstahusens.

## Carriera

### Club
Nel 2011 inizia a giocare nel settore giovanile dell'Aarhus, con cui nel 2011 esordisce in Superligaen, la massima serie danese. Nel 2013 segna 2 gol in Coppa di Danimarca. Nel 2014 passa in prestito allo Skive, squadra della seconda serie danese. Va poi a giocare al Prespa Birlik, con cui mette a segno 13 reti in 50 presenze tra la quarta e la terza serie svedese. Nel 2017 approda al Landskrona BoIS, sempre in terza serie, contribuendo con quattro reti in 20 partite alla promozione del club in Superettan. Rimane al Landskrona anche per il 2018, poi ha un biennio al Norrby anche in questo caso nel campionato di Superettan, ma in due stagioni gioca solo 8 partite senza mai trovare la via del gol. In vista della stagione 2021, torna a giocare nella terza serie svedese con l'ingaggio da parte del neopromosso Österlen FF.

### Nazionale
Nel 2009 ha giocato 7 partite e segnato 3 gol nei Mondiali Under-17, giocando anche la finale, persa per 1-0 contro i pari età della Svizzera. Con l'Under-20 ha partecipato ai Mondiali di categoria nel 2011 (4 presenze e 3 gol, 2 dei quali nella partita vinta per 5-0 nella fase a gironi contro il Guatemala ed uno, decisivo per il passaggio del turno, negli ottavi contro l'Inghilterra) e a due edizioni della Coppa d'Africa Under-20, nel 2011 (2 presenze senza gol) e nel 2013 (3 presenze senza gol). A giugno 2013 viene inserito nella lista dei convocati per il Mondiale Under-20; si tratta della sua seconda partecipazione in carriera a questa manifestazione. Gioca nelle prime due partite della fase a gironi.

## Palmarès

### Club

#### Competizioni nazionali
- Division 1: 1

Landskrona BoIS: 2017